# Vodovod Hamr
Vodovod Hamr je dobrovolný svazek obcí v okresu Jindřichův Hradec, jeho sídlem je Třeboň a jeho cílem je výroba a dodávka pitné vody, odvádění a čištění odpadních vod. Sdružuje celkem 13 obcí a byl založen v roce 1993.

## Obce sdružené v mikroregionu
- Frahelž
- Hamr
- Hatín
- Chlum u Třeboně
- Klec
- Lásenice
- Majdalena
- Novosedly nad Nežárkou
- Pístina
- Příbraz
- Staňkov
- Stráž nad Nežárkou
- Třeboň